# Ozeanien-Meisterschaften im Bahnradsport 2023
Die Ozeanien-Meisterschaften im Bahnradsport 2023 wurden vom 24. bis zum 28. März durch den Ozeanischen Radsportverband OCC ausgetragen. Wie im Vorjahr fanden sie im Anna Meares Velodrome von Brisbane statt und waren mit den ozeanischen Bahn-Paracycling-Meisterschaften integriert.
Ebenfalls wie im Vorjahr waren die Wettkämpfe in die allgemeinen Ozeanischen Radsportmeisterschaften eingebettet, bei denen in Brisbane und Umgebung vom 19. März bis 16. April auch die Meisterschaften in den Disziplinen Straße, Mountainbike, BMX-Rennsport, BMX-Freestyle und Paracycling ausgetragen wurden. Als Begleitprogramm fand in Brisbane von Mitte März bis Mitte April das Brisbane Cycling Festival statt.
Es waren 188 Athleten gemeldet, allesamt aus Australien und Neuseeland. Die Anmeldung war frei, und die meisten Fahrer traten in den Trikots ihres Vereins bzw. ihres (australischen) Bundesstaats an.
Es wurden alle 11 Disziplinen ausgefahren, die auch bei den Bahnradsport-Weltmeisterschaften zum Tragen kommen. Die Ergebnisse der olympischen Disziplinen zählten für die Qualifikation zu den Olympischen Spielen 2024. Bei den Mannschafts-Wettbewerben waren mehrere Teams pro Nation zugelassen; die jeweils besten australischen und neuseeländischen Teams bestritten das Finale.

## Ergebnisse

### Männer Elite
| Disziplin             | Gold                                                             | Silber                                                                                | Bronze                                                     |
| --------------------- | ---------------------------------------------------------------- | ------------------------------------------------------------------------------------- | ---------------------------------------------------------- |
| Zeitfahren            | Matthew Glaetzer                                                 | Thomas Cornish                                                                        | Byron Davies                                               |
| Keirin                | Matthew Richardson                                               | James Brister                                                                         | Matthew Glaetzer                                           |
| Sprint                | Matthew Richardson                                               | Leigh Hoffman                                                                         | Matthew Glaetzer                                           |
| Teamsprint            | Australien Leigh Hoffman Nathan Hart Matthew Richardson          | Velobike Dev Jaxson Russell Luke Blackwood Dylan Day                                  | Australien Dev 1 Ryan Elliott Thomas Cornish James Brister |
| Einerverfolgung       | James Moriarty                                                   | Thomas Sexton                                                                         | Keegan Hornblow                                            |
| Mannschaftsverfolgung | Australien Blake Agnoletto Oliver Bleddyn Josh Duffy Conor Leahy | Neuseeland Nick Kergozou Daniel Bridgwater Keegan Hornblow George Jackson Kyle Aitken | ACT Liam Walsh John Carter Graeme Frislie James Moriarty   |
| Punktefahren          | George Jackson                                                   | Thomas Sexton                                                                         | Josh Duffy                                                 |
| Scratch               | Josh Duffy                                                       | George Jackson                                                                        | Angus Miller                                               |
| Madison               | Blackspoke Bolton Equities Thomas Sexton George Jackson          | ACT 2 Graeme Frislie Liam Walsh                                                       | Copelands Keegan Hornblow Daniel Bridgwater                |
| Omnium                | John Carter                                                      | Thomas Sexton                                                                         | Conor Leahy                                                |
| Ausscheidungsfahren   | Daniel Bridgwater                                                | Thomas Sexton                                                                         | Josh Duffy                                                 |

### Frauen Elite
| Disziplin             | Gold                                                               | Silber                                                                    | Bronze                                                                  |
| --------------------- | ------------------------------------------------------------------ | ------------------------------------------------------------------------- | ----------------------------------------------------------------------- |
| Zeitfahren            | Kristina Clonan                                                    | Rebecca Petch                                                             | Olivia King                                                             |
| Keirin                | Kristina Clonan                                                    | Ellesse Andrews                                                           | Selina Ho                                                               |
| Sprint                | Ellesse Andrews                                                    | Kristina Clonan                                                           | Breanna Hargrave                                                        |
| Teamsprint            | Australien Kristina Clonan Alessia McCaig Molly McGill             | Neuseeland Rebecca Petch Ellesse Andrews Olivia King                      | Australien Dev 1 Sophie Watts Breanna Hargrave Kalinda Robinson         |
| Einerverfolgung       | Bryony Botha                                                       | Emily Shearman                                                            | Claudia Marcks                                                          |
| Mannschaftsverfolgung | Australien Claudia Marcks Alli Anderson Sophie Edwards Chloe Moran | Neuseeland Samantha Donnelly Prudence Fowler Jessie Hodges Rylee McMullen | Australien Dev 1 Sophie Marr Lucinda Stewart Isla Carr Nicola Macdonald |
| Punktefahren          | Chloe Moran                                                        | Bryony Botha                                                              | Rylee McMullen                                                          |
| Scratch               | Chloe Moran                                                        | Lucinda Stewart                                                           | Alexandra Martin-Wallace                                                |
| Madison               | Neuseeland Bryony Botha Samantha Donnelly                          | Neuseeland Composite 2 Rylee McMullen Emily Shearman                      | Australien Sophie Marr Chloe Moran                                      |
| Omnium                | Chloe Moran                                                        | Emily Shearman                                                            | Sophie Edwards                                                          |
| Ausscheidungsfahren   | Rylee McMullen                                                     | Bryony Botha                                                              | Samantha Donnelly                                                       |

### Junioren
| Disziplin             | Gold                                                                                 | Silber                                                                                | Bronze                                                                        |
| --------------------- | ------------------------------------------------------------------------------------ | ------------------------------------------------------------------------------------- | ----------------------------------------------------------------------------- |
| Zeitfahren            | Marshall Erwood                                                                      | Magnus Jamieson                                                                       | Austin Norwell                                                                |
| Keirin                | Jaydan Stanton-Keir                                                                  | Wilson Hannon                                                                         | Xavier Bland                                                                  |
| Sprint                | Noah Mason                                                                           | Jaydan Stanton-Keir                                                                   | Xavier Bland                                                                  |
| Teamsprint            | Australien Noah Mason Jaydan Stanton-Keir Xavier Bland                               | G Force George Manson Conrad Clark Liam Ramsey                                        | Canterbury Wolf Pene Hamish Banks Wilson Hannon                               |
| Einerverfolgung       | Noah Blannin                                                                         | James Gardner                                                                         | Alex Eaves                                                                    |
| Mannschaftsverfolgung | Australien Oscar Gallagher Alex Eaves Hayden Van Der Ploeg Noah Blannin Ben Anderson | Neuseeland 1 James Gardner Kane Foster Marshall Erwood Magnus Jamieson Austin Norwell | Australien Composite Lawson Franzmann Lachlan Oliver Kai Goltman Luke Richert |
| Punktefahren          | James Gardner                                                                        | Matthew Davidson                                                                      | Noah Blannin                                                                  |
| Scratch               | Marshall Erwood                                                                      | Austin Norwell                                                                        | Oscar Gallagher                                                               |
| Madison               | Pista Corsa Marshall Erwood Maui Morrison                                            | Nz Cycle Project James Gardner Matthew Davidson                                       | Tasc Austin Norwell Kane Foster                                               |
| Omnium                | Austin Norwell                                                                       | Magnus Jamieson                                                                       | Alex Eaves                                                                    |
| Ausscheidungsfahren   | Marshall Erwood                                                                      | James Gardner                                                                         | Oscar Gallagher                                                               |

### Juniorinnen
| Disziplin             | Gold                                                                                    | Silber                                                            | Bronze                                                        |
| --------------------- | --------------------------------------------------------------------------------------- | ----------------------------------------------------------------- | ------------------------------------------------------------- |
| Zeitfahren            | Liliya Tatarinoff                                                                       | Jodie Blackwood                                                   | Meghan Baker                                                  |
| Keirin                | Liliya Tatarinoff                                                                       | Belinda Bailey                                                    | Maya Dillon                                                   |
| Sprint                | Liliya Tatarinoff                                                                       | Jodie Blackwood                                                   | Caitlin Kelly                                                 |
| Teamsprint            | G Force Meghan Baker Jodie Blackwood Caitlin Kelly                                      | Australien Belinda Bailey Liliya Tatarinoff Maya Dillon           | nicht vergeben                                                |
| Einerverfolgung       | Felicity Wilson-Haffenden                                                               | Lauren Bates                                                      | Keira Will                                                    |
| Mannschaftsverfolgung | Australien Lauren Bates Felicity Wilson-Haffenden Keira Will Nicole Duncan Sally Carter | Canterbury Georgia Simpson Meghan Baker Elena Worrall Molly Hayes | Victoria Belinda Bailey Lilyth Jones Amy Masters Alana Hribar |
| Punktefahren          | Lauren Bates                                                                            | Georgia Simpson                                                   | Keira Will                                                    |
| Scratch               | Lilyth Jones                                                                            | Sally Carter                                                      | Nicole Duncan                                                 |
| Madison               | Australien Nicole Duncan Keira Will                                                     | Victoria 1 Belinda Bailey Lilyth Jones                            | Neuseeland Georgia Simpson Caitlin Kelly                      |
| Omnium                | Keira Will                                                                              | Sally Carter                                                      | Lilyth Jones                                                  |
| Ausscheidungsfahren   | Belinda Bailey                                                                          | Sally Carter                                                      | Lauren Bates                                                  |

## Medaillenspiegel
| Rang  | Land       | Gold | Silber | Bronze | Gesamt |
| ----- | ---------- | ---- | ------ | ------ | ------ |
| 1     | Australien | 30   | 14     | 32     | 76     |
| 2     | Neuseeland | 14   | 30     | 11     | 55     |
| Total | Total      | 44   | 44     | 43     | 131    |